# Réserve naturelle de Lilleøya
La réserve naturelle de Lilleøya  est une réserve naturelle norvégienne qui est située dans la municipalité de Bærum dans le comté d'Akershus.

## Description
La réserve naturelle, créée en 2008, s'étend sur la petite péninsule de Lilleøya, la plus au nord-ouest de Fornebu. C'est la plus grande zone de végétation plus ou moins naturelle qui reste sur la péninsule de Fornebu. Lilleøya a été protégée du développement et de l'usure car la zone se trouve en face de la partie ouest de la piste d'atterrissage de l'ancien aéroport.

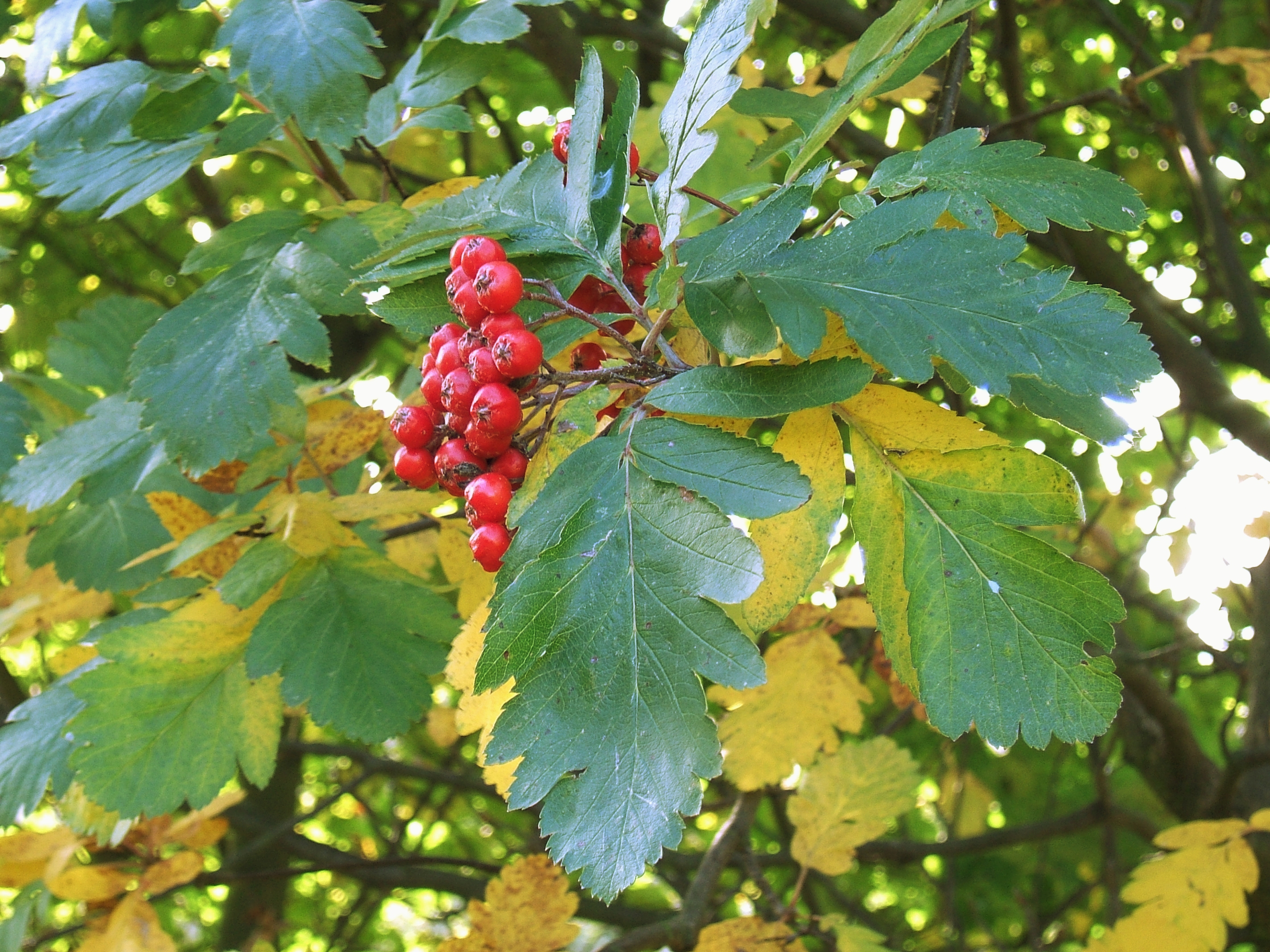
Sorbier hybride

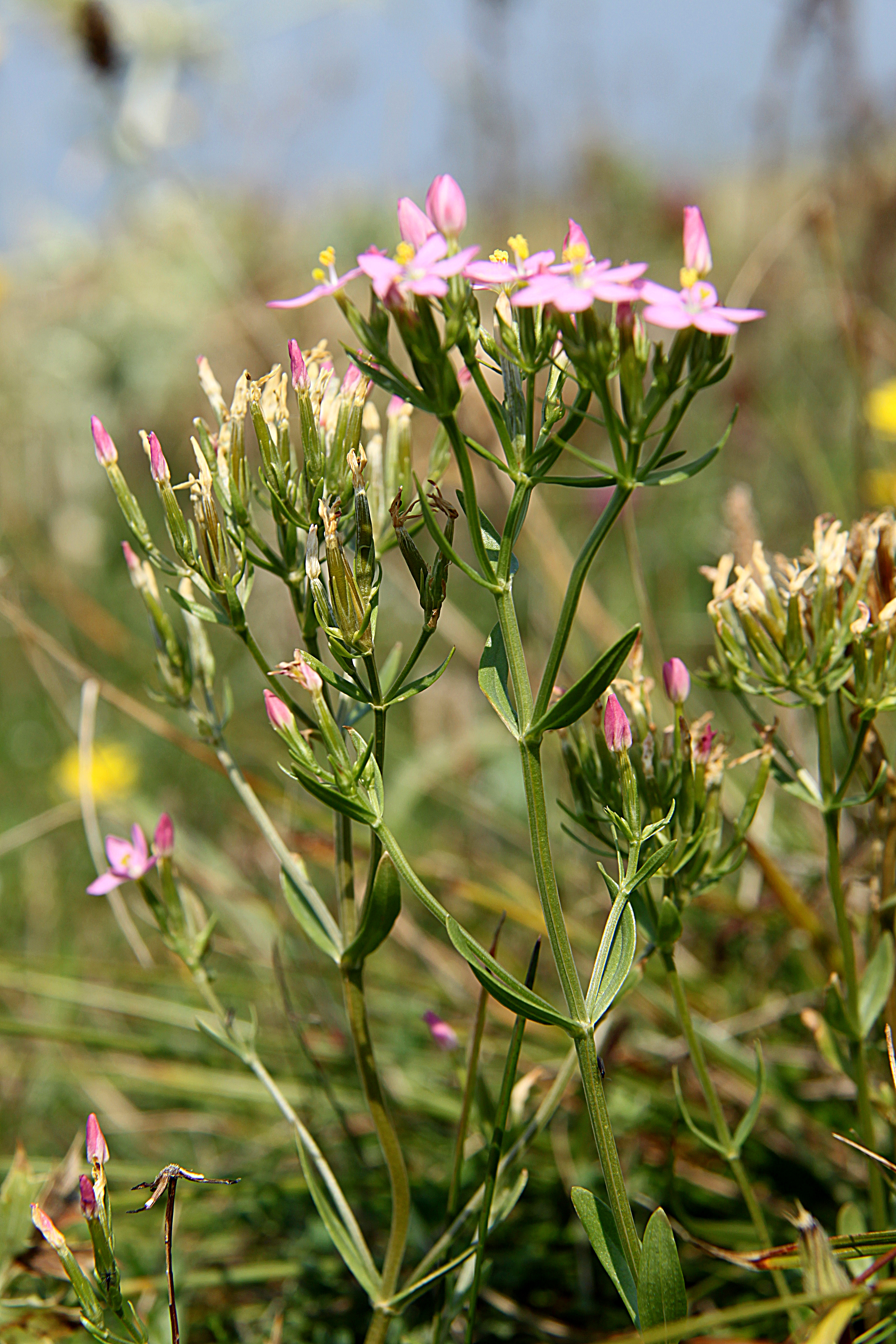
Centaurium pulchellum

Le but de la protection est de préserver une zone unique avec un type de nature particulier caractérisé par une grande variété de types de végétation et de nombreuses espèces rares. La zone a une valeur particulièrement élevée en raison de sa grande diversité biologique et est bien adaptée comme zone de référence pour la recherche et l'enseignement.
La zone présente une grande variété de types de végétation dans une très petite zone (forêt de feuillus, forêt d'épinettes et de pins, forêt d'épinettes noires, divers types de communautés d'arbustes, terres sèches calcaires, végétation calcaire et divers types de végétation côtière et de végétation culturellement conditionnée). Cette variété de types de végétation est à la base d'une extrême richesse en espèces de plantes vasculaires tant dans un contexte régional que national. Quatre plantes vasculaires inscrites sur la liste rouge ont été enregistrées dans la zone : Sorbus hybrida, Centaurium pulchellum, Sorbus norvegica et Saxifraga osloensis.
La zone protégée est populaire pour les activités de plein air avec de nombreux sentiers, et la zone de la plage est très utilisée pour la baignade et les bains de soleil. Cela provoque une certaine usure de la zone. Certaines parties de la zone sont également caractérisées par la surcroissance. Au sud de la zone se trouve l'aéroport maritime d'Oslo-Lilløykilen avec beaucoup d'activité.

## Galerie

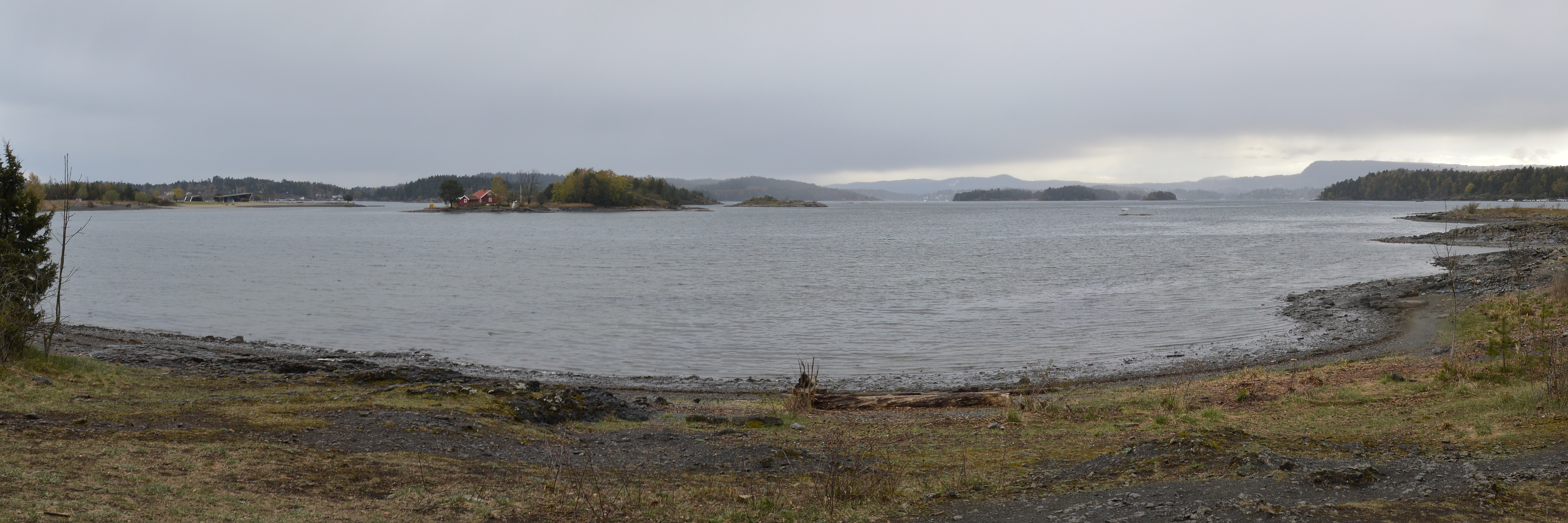
Zone maritime
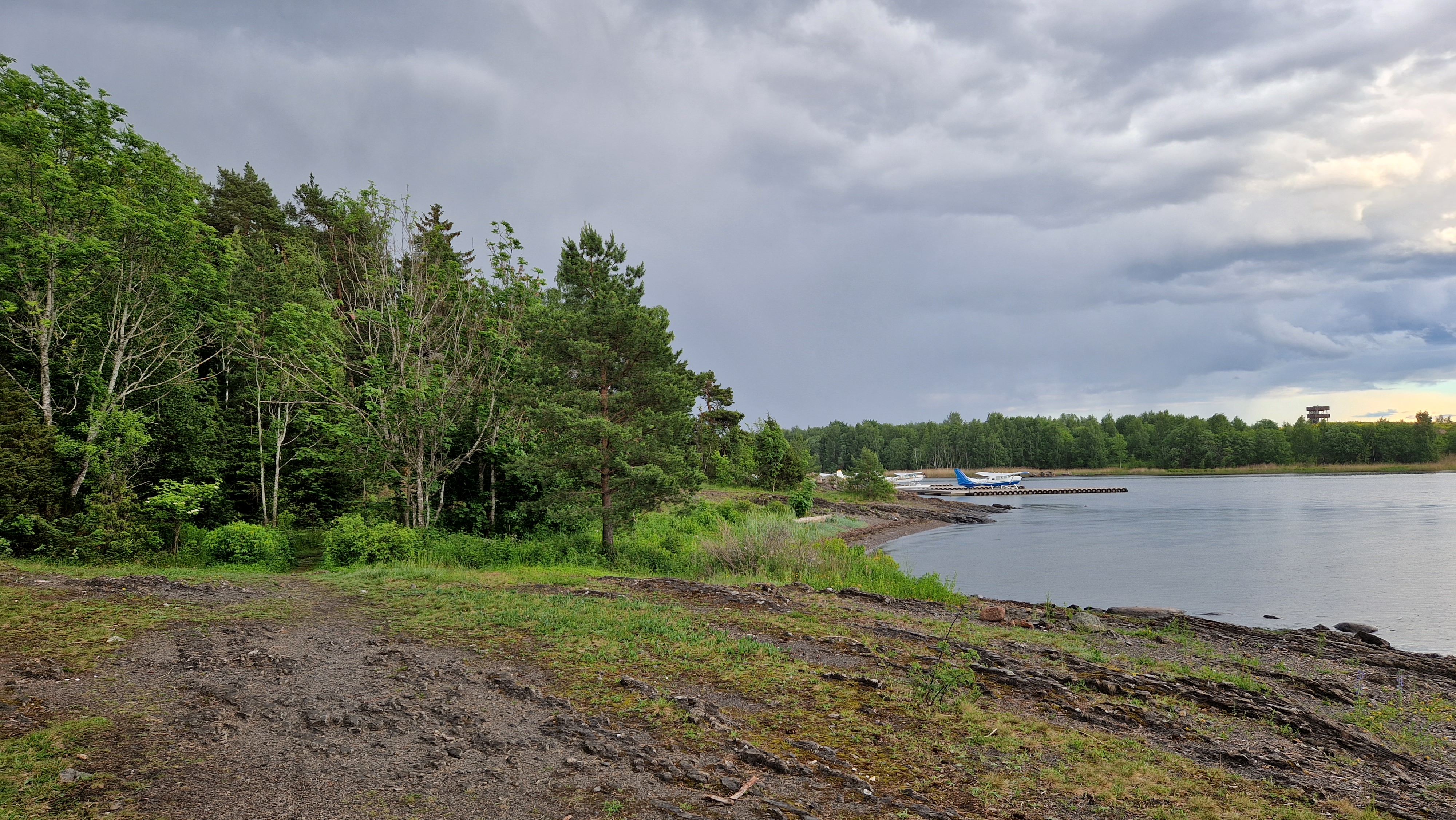
Zone boisée